# Hydnellum
Hydnellum P. Karst. (kolczakówka) – rodzaj grzybów należący do rodziny kolcownicowatych (Bankeraceae).

## Charakterystyka
Grzyby jednoroczne, saprotrofy rosnące na ziemi pojedynczo lub w grupach. Kapelusze za młodu aksamitne, później filcowate, łuskowate. Dolna strona pokryta elastycznymi kolcami. Sąsiednie kapelusze są niekiedy zrośnięte. Hymenofor kolczasty. Trzony grube, pełne, na powierzchni filcowate. Miąższ początkowo włóknisty, później korkowaty, zdrewniały, strefowany. Zapach po przekrojeniu często mączny. Wysyp zarodników brązowy. Zarodniki nieregularnie graniaste, szerokoeliptyczne, guzkowate, rzadko kolczaste, bez pory rostkowej.

## Systematyka i nazewnictwo
Pozycja w klasyfikacji według Index Fungorum: Bankeraceae, Thelephorales, Incertae sedis, Agaricomycetes, Agaricomycotina, Basidiomycota, Fungi.
Synonimy naukowe: Calodon P. Karst., Phaeodon J. Schröt.
Nazwę polską podali Barbara Gumińska i Władysław Wojewoda w 1968 r. W polskim piśmiennictwie mykologicznym rodzaj ten opisywany był też jako kolczak lub zębak.
Gatunki występujące w Polsce:
- Hydnellum aurantiacum (Batsch) P. Karst. 1879 – kolczakówka pomarańczowa
- Hydnellum caeruleum (Hornem.) P. Karst. 1879 – kolczakówka niebieskawa
- Hydnellum compactum (Pers.) P. Karst. 1879 – kolczakówka żółtobrązowa
- Hydnellum concrescens (Pers.) Banker 1906 – kolczakówka strefowana
- Hydnellum ferrugineum (Fr.) P. Karst. 1879 – kolczakówka kasztanowata
- Hydnellum geogenium (Fr.) Banker 1913 – kolczakówka zielonożółta
- Hydnellum glaucopus (Maas Geest. & Nannf.) E. Larss., K.H. Larss. & Kõljalg 2019 – kolczakówka sinostopa
- Hydnellum ioeides (Pass.) E. Larss., K.H. Larss. & Kõljalg 2019 – kolczakówka fiołkowa
- Hydnellum peckii Banker 1912 – kolczakówka piekąca
- Hydnellum scabrosum (Fr.) E. Larss., K.H. Larss. & Kõljalg 2019 – kolczakówka szorstka
- Hydnellum scrobiculatum (Fr.) P. Karst. 1879 – kolczakówka dołkowana
- Hydnellum suaveolens (Scop.) P. Karst. 1879 – kolczakówka wonna
- Hydnellum underwoodii (Banker) E. Larss., K.H. Larss. & Kõljalg 2019 – kolczakówka białobeżowa

Nazwy naukowe na podstawie Index Fungorum. Wykaz gatunków i nazwy polskie według W. Wojewody i rekomendacji Komisji ds. Polskiego Nazewnictwa Grzybów.
Wszystkie gatunki kolczakówek objęte są w Polsce ochroną gatunkową.

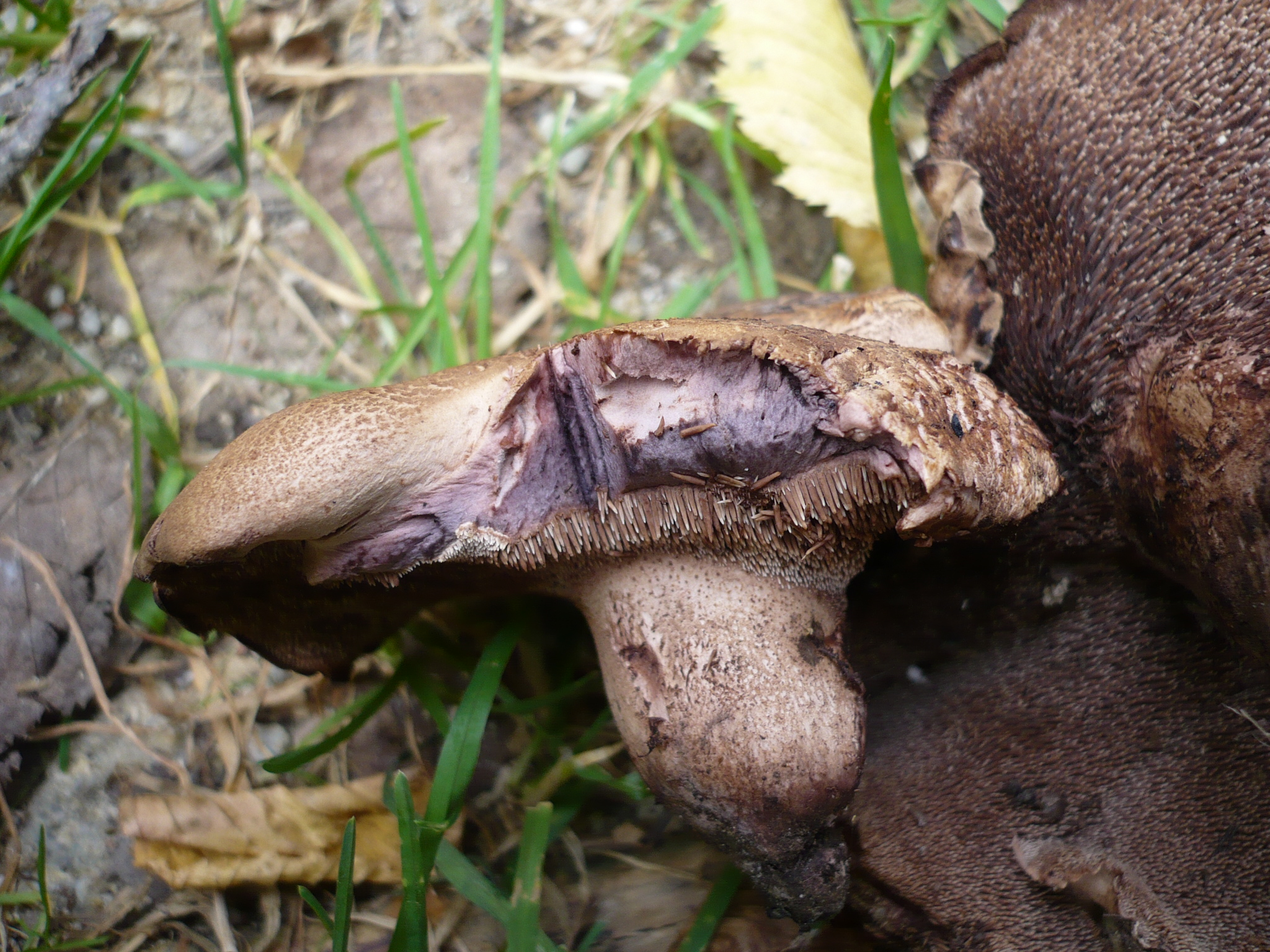
Kolczakówka fiołkowa
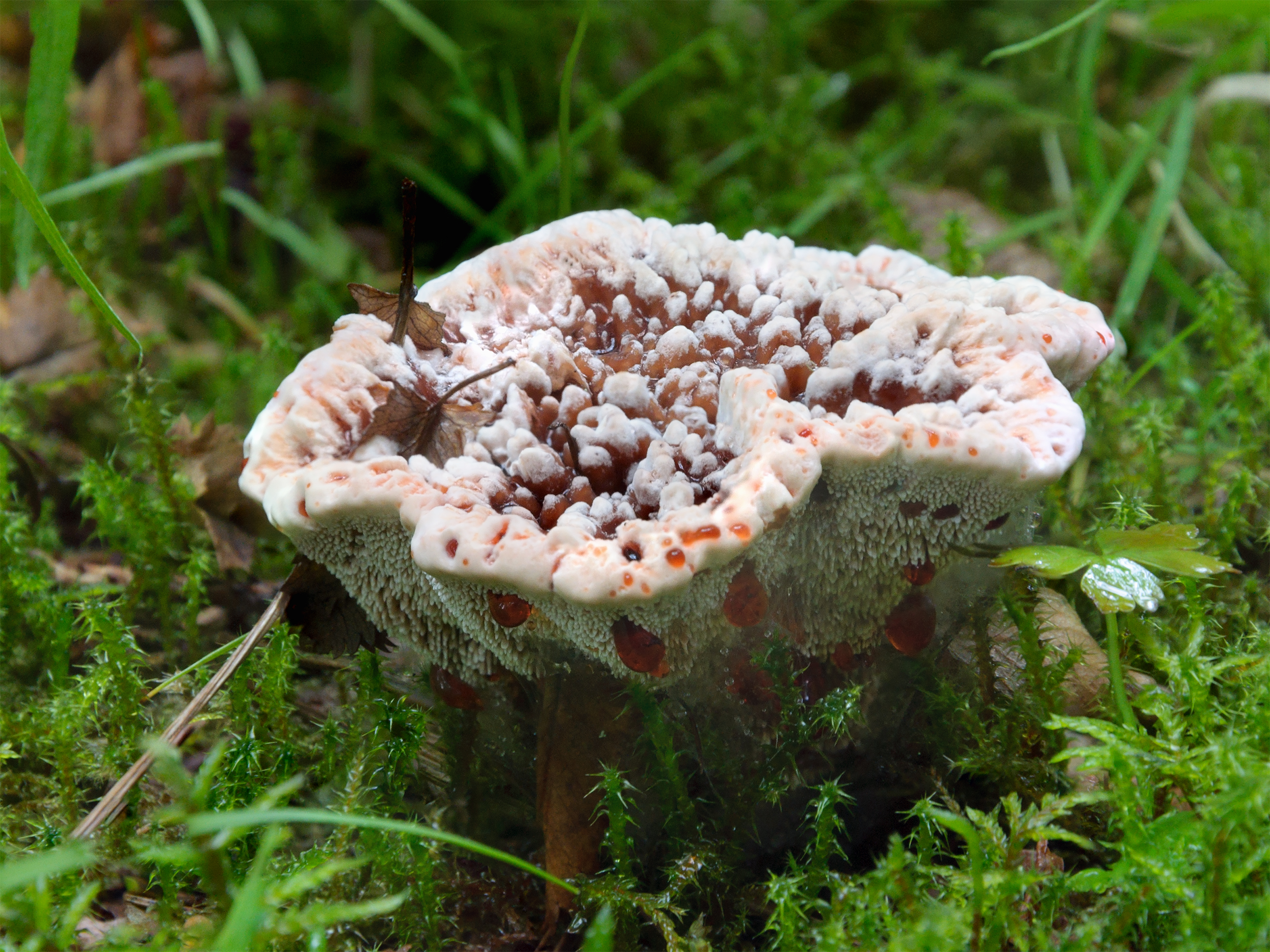
Kolczakówka kasztanowata
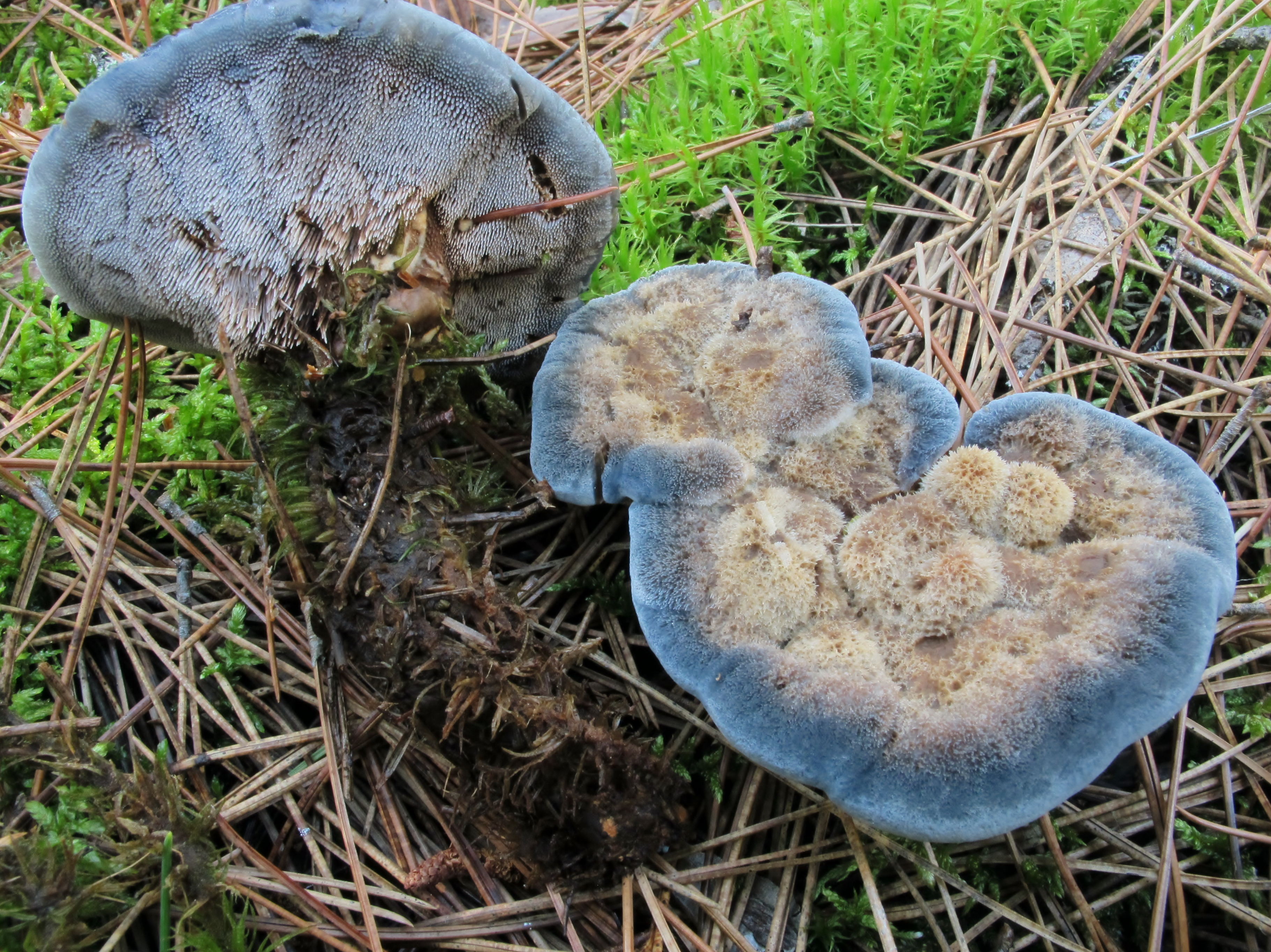
Kolczakówka niebieskawa
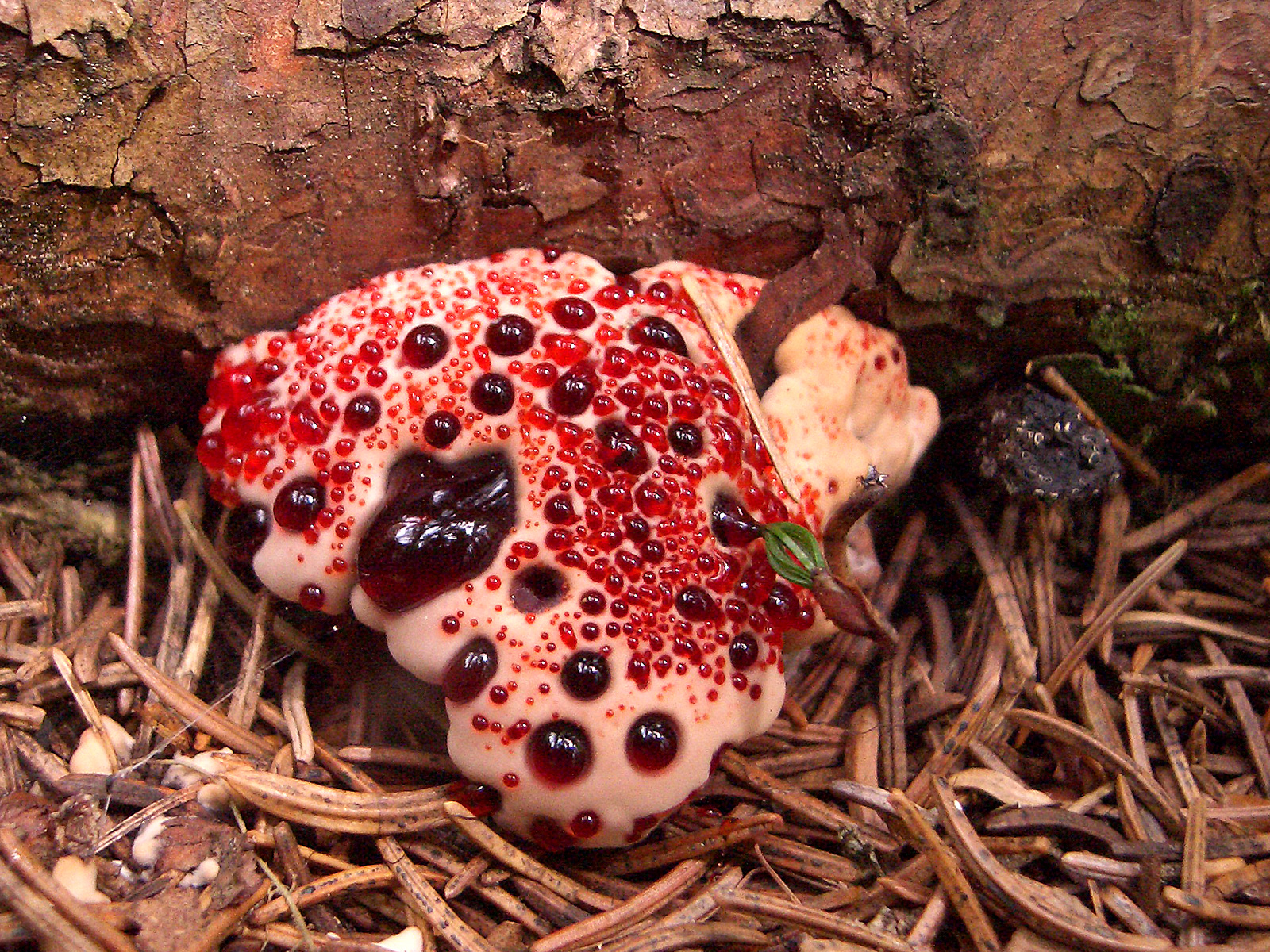
Kolczakówka piekąca
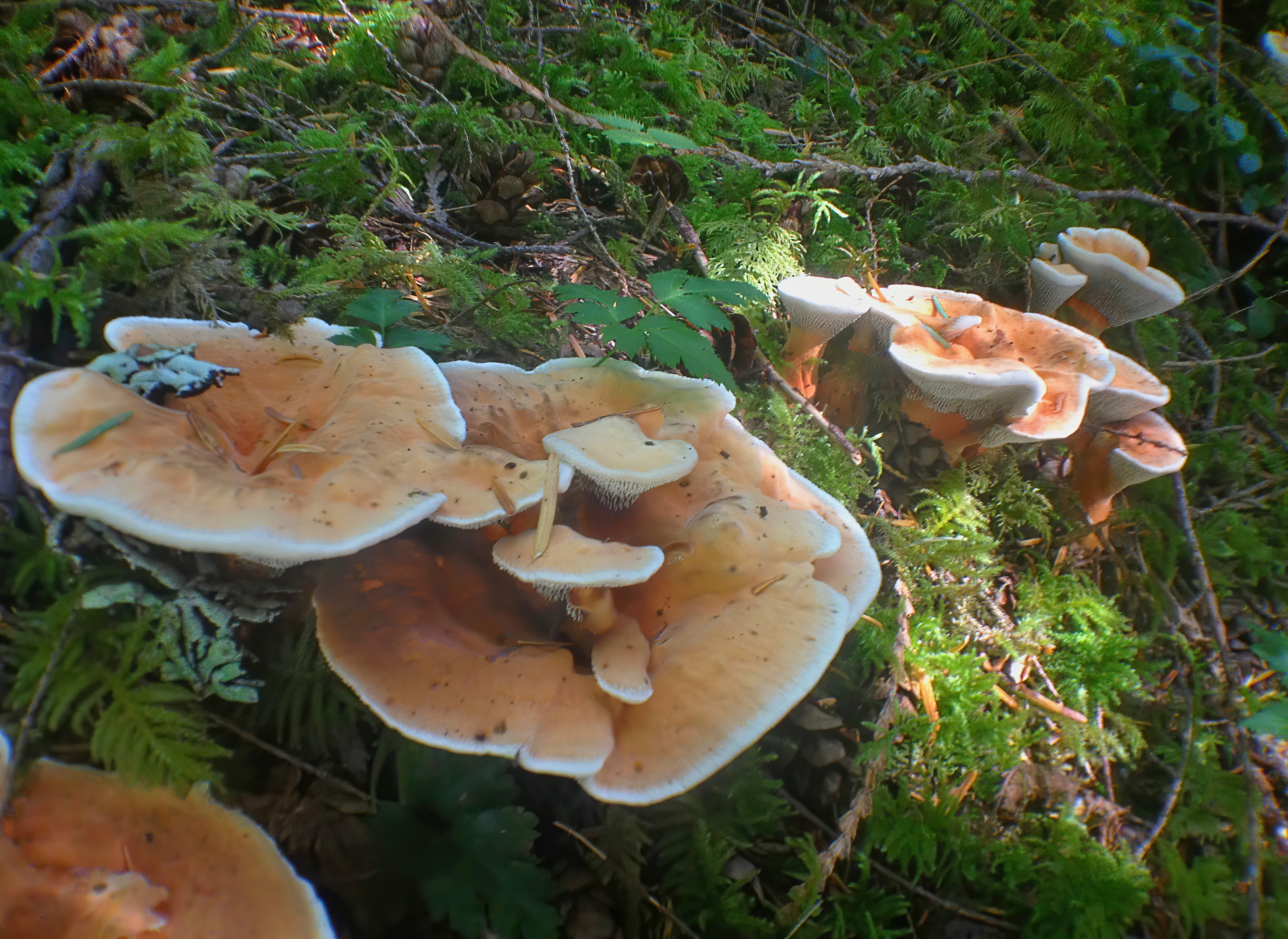
Kolczakówka pomarańczowa
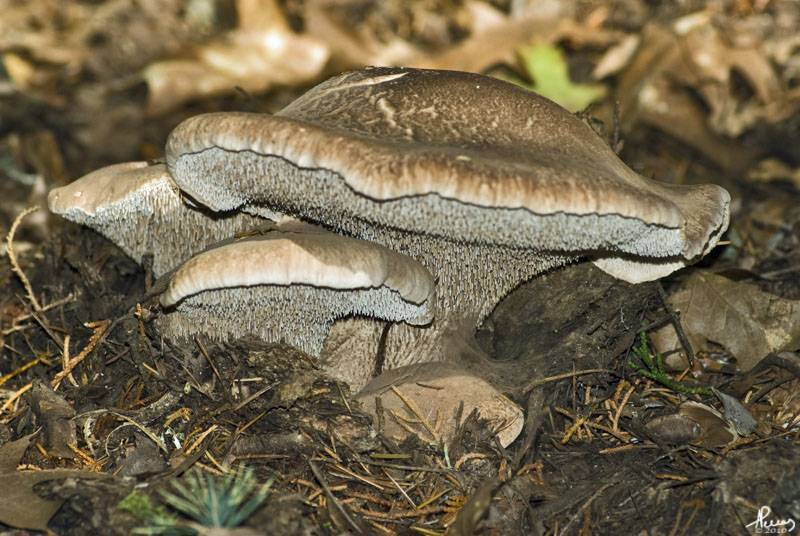
Kolczakówka sinostopa
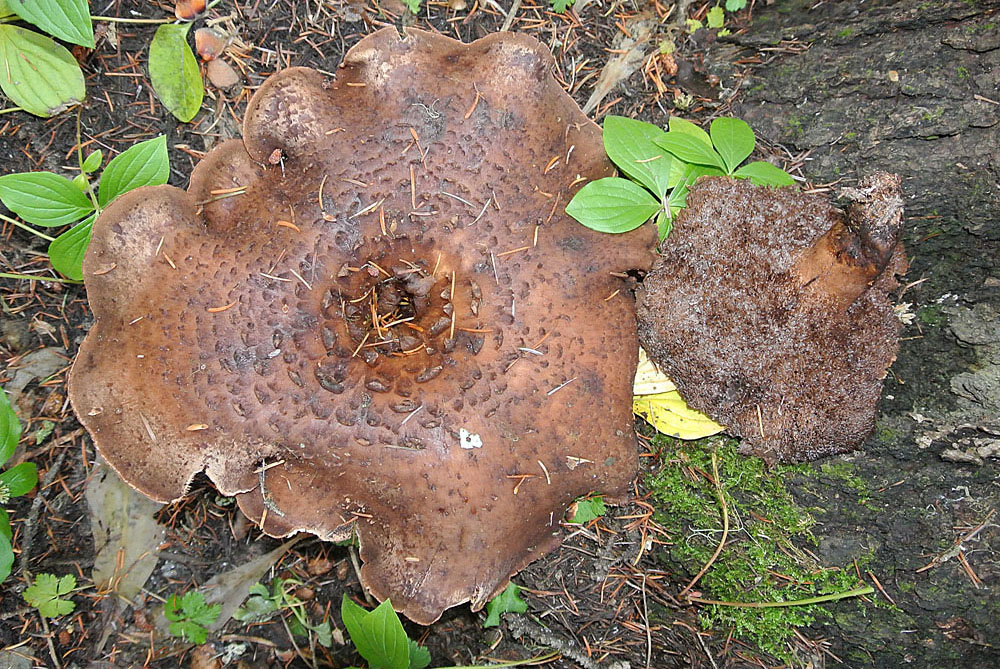
Kolczakówka szorstka
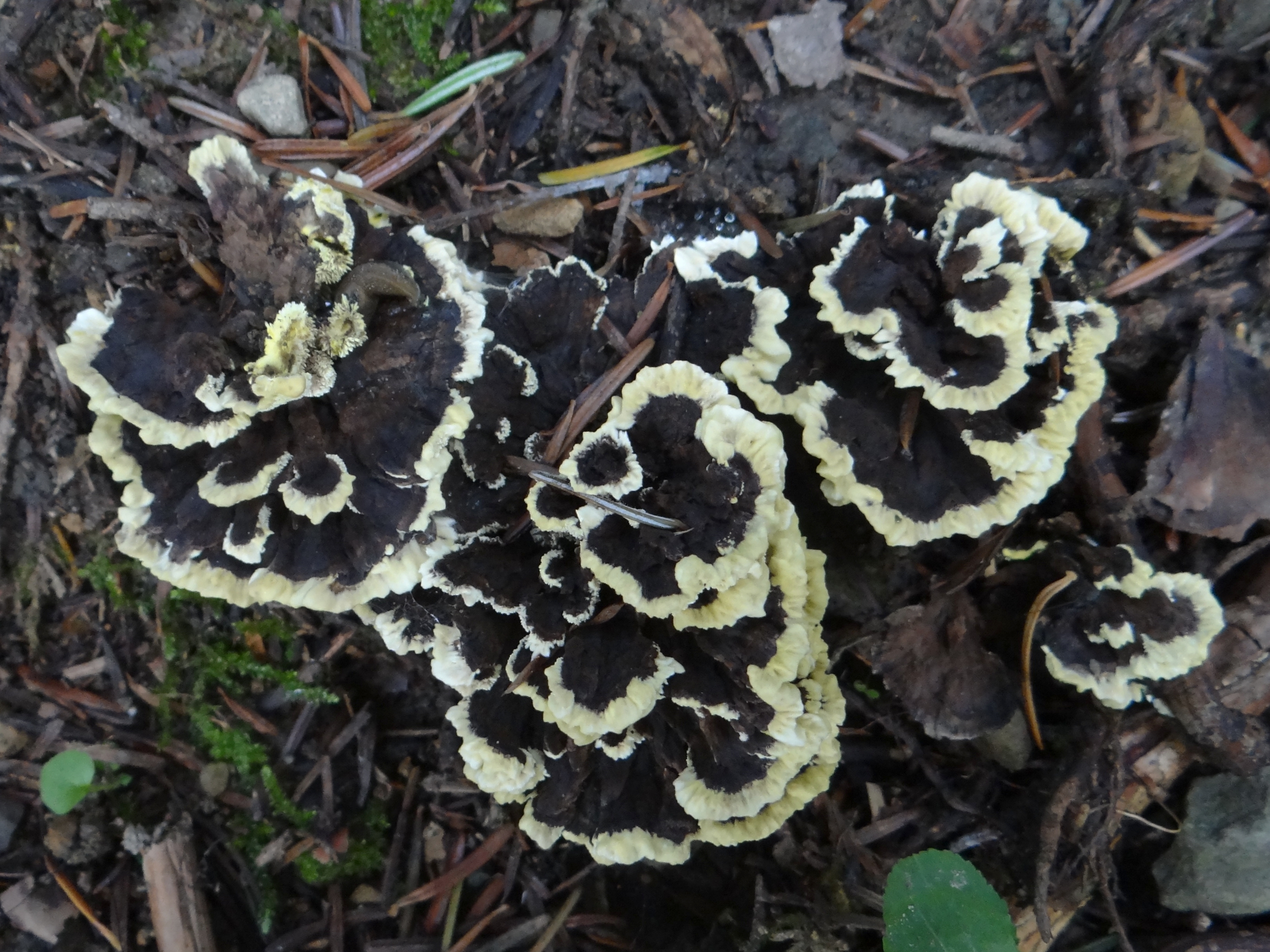
Kolczakówka zielonożółta
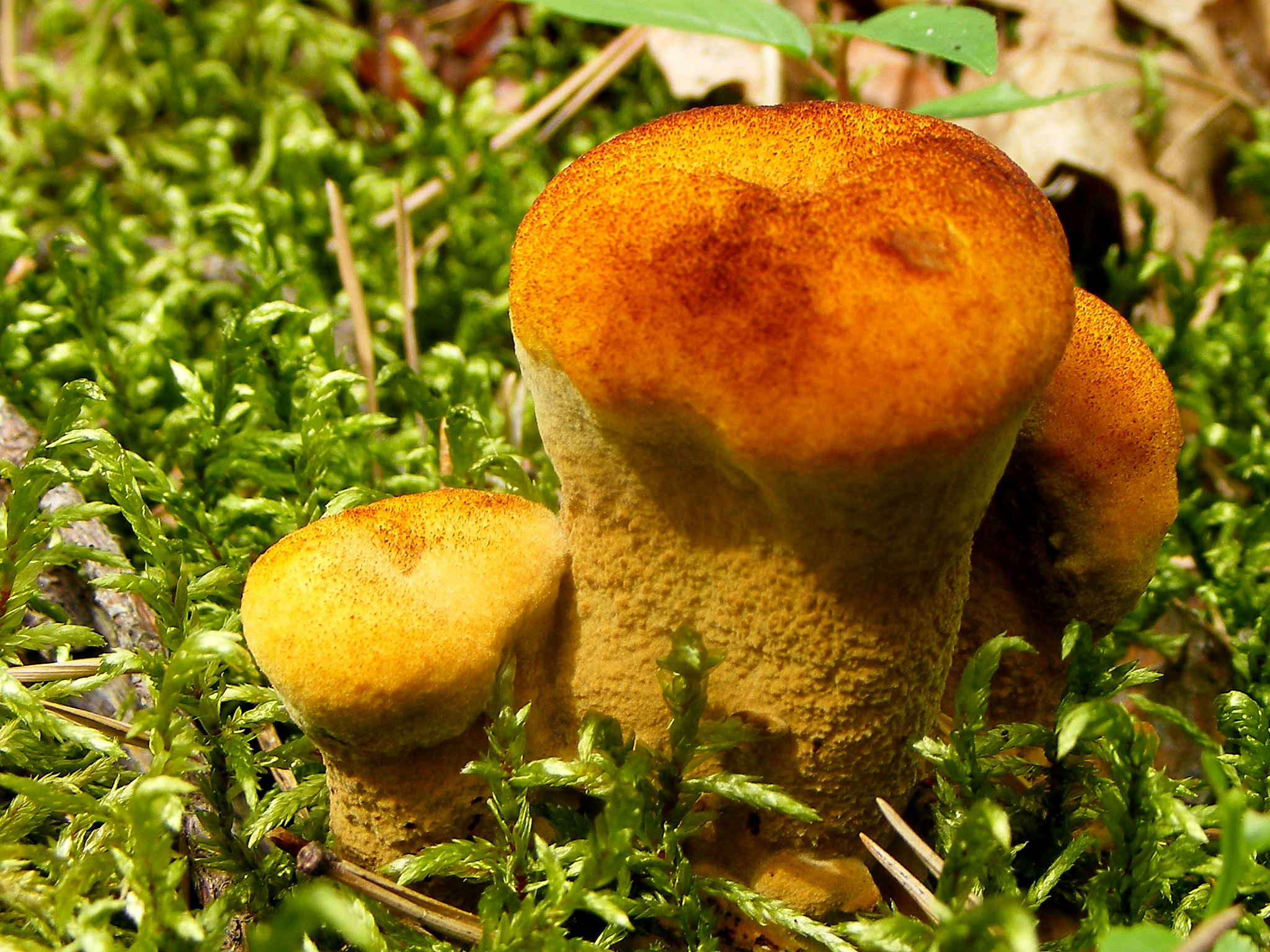
Kolczakówka żółtobrązowa